# Uhlias limbatus
Uhlias limbatus is een krabbensoort uit de familie van de Leucosiidae. De wetenschappelijke naam van de soort is voor het eerst geldig gepubliceerd in 1871 door Stimpson.